# Dödsdans

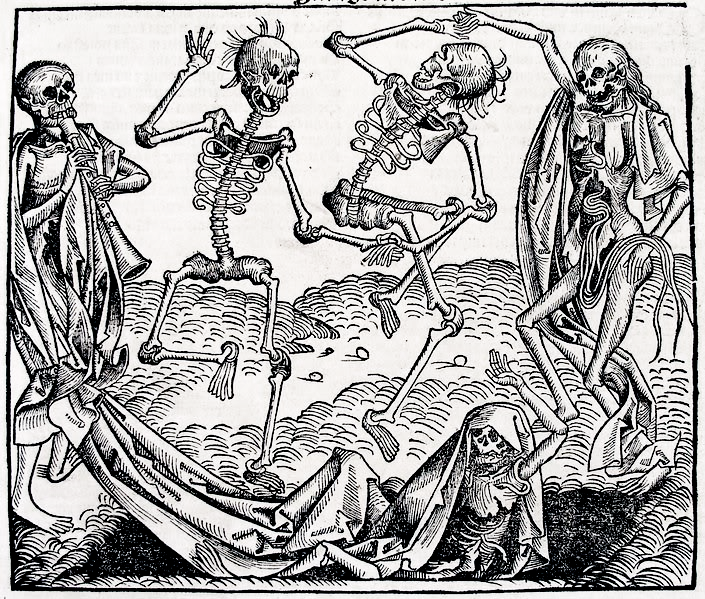
Dödsdansen, av Michael Wolgemut (1493).

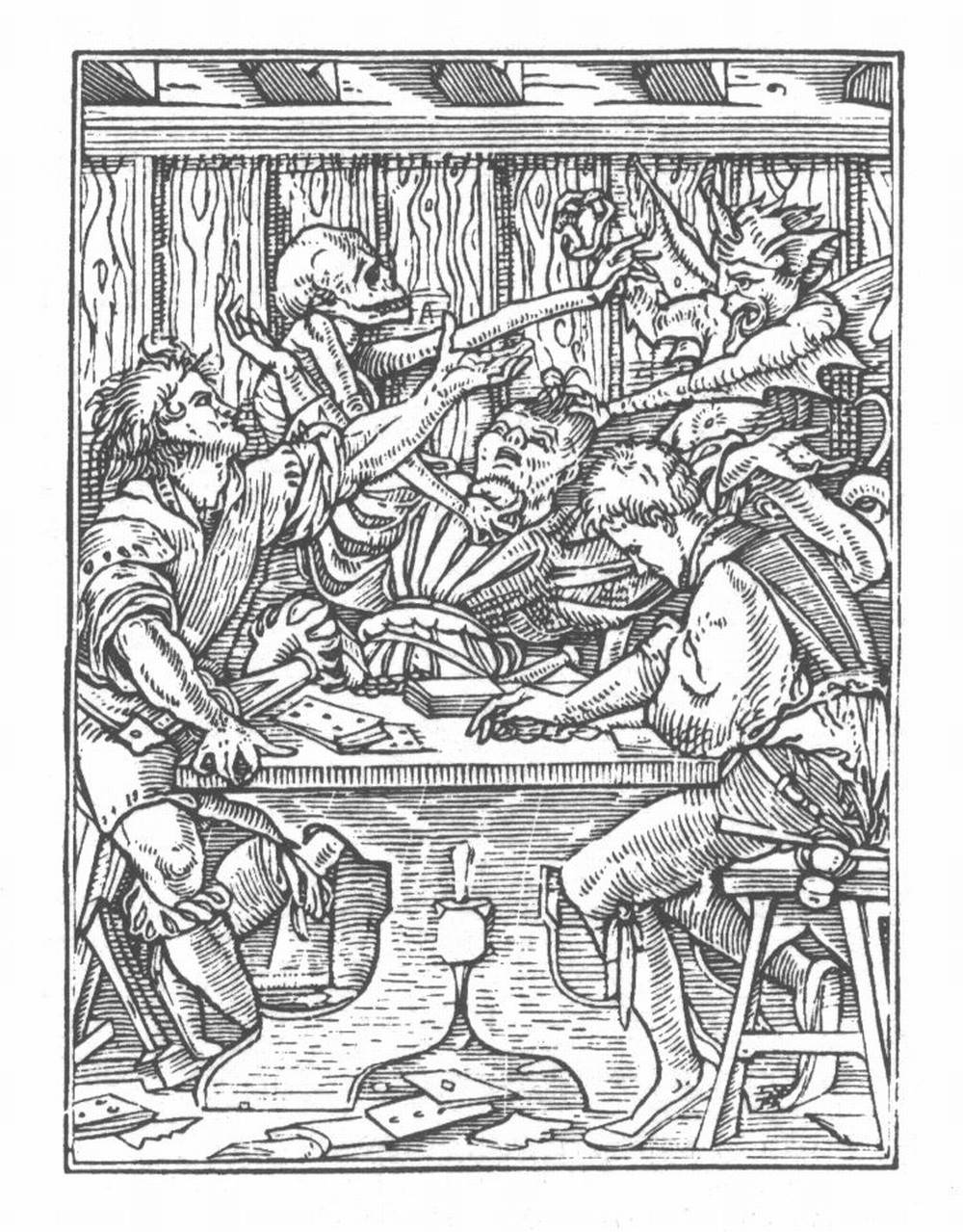
Bild med benrangelsmannen av Hans Holbein den yngre.

Dödsdans (latin: chorea macchabæorum, franska: danse macabre, tyska: Totentanz)  kallas i konsthistorien en bildlig framställning av döden, bortförande antingen enskilda personer eller hela grupper, eller personifiering av mänskliga laster (högmod, lättja med mera). Dessa framställningars syfte är att visa fåfängan hos det jordiska — hur människor av alla åldrar och stånd måste böja sig för dödens allt jämnande makt. Bortförandet försinnligas ibland genom bilden av en dans som anförs av benrangelsmannen eller till vilken denne spelar musiken. Därav kommer troligen namnet dödsdans eller döddans, vilket dock även kan betyda de dödas dans. Man känner inte med säkerhet till vid vilken tid dödsdanserna först framträdde eller vad som närmast gav konstnärerna anledning till denna framställningsform. Antagligen hämtade dessa sitt ämne från skaldernas bildspråk och populära predikanters stränga förmaningstal mot världens sedeslöshet. Dödsdanserna var under medeltiden mycket omtyckta konstmotiv och smaken för dem tilltog i synnerhet under mitten av 1300-talet, den tid då pest, krig och andra landsplågor skaffade döden så rika skördar i Europa.
Dödsdansen är en senmedeltida allegori om det universella i döden, och som återfinns i konstverk, musikkompositioner och skönlitteratur. Danse macabre föreställer den personifierade döden, vanligen i form av skelett, som leder människor i en långdans mot graven; personerna som följer döden i dansen är ofta kejsare, ynglingar, unga damer – ofta men inte alltid skelett. Allegorin syftar till att påminna om jordelivets förgänglighet och fåfänglighet, så kallat vanitasmotiv. Bakgrunden till allegorin finns i predikotexter. 
Den äldsta kända dödsdansen är en väggmålning i klostret Klingenthal i Klein-Basel (en serie av 40 bilder, utförda 1312). Bland andra väggmålningar med detta ämne bör nämnas den berömda dödsdansen i Gross-Basel (en fri efterbildning av den förstnämnda, troligen utförd mellan 1436 och 1441, förstörd 1805; fragment förvaras i Basels universitetsbibliotek), vidare dödsdansmålningarna i gravkapellet i Mariakyrkan i Lübeck. Bland andra dödsdansmålningar bör nämnas en fresk från en gravplats i Paris från 1424. Ungefär samtida är samma motiv i träsnitt tecknade av Hans Holbein den yngre och skurna av Hans Lützelburger. Motivets uppenbara popularitet kan möjligen förklaras i samtidens oroligheter, i form av svält, hundraårskriget och digerdöden. Danse macabre manade till religiös bot och bättring, i likhet med mysteriespelen som också var populära.
I Tyskland kallades motivet Totentanz, i Spanien la danza de la muerte; det franska namnet, danse macabre, härrör troligen från Andra Mackabeerboken, vilken handlar om en moders och hennes sju söners grymma död. Fresker med skelettmotiv har en äldre historia än danse macabre. Ett annat vanligt motiv är tre skelett som följer tre unga män och påminner dem: Quod fuimus, estis; quod sumus, vos eritis ("Vad vi var, är ni, vad vi är, kommer ni att bli"). 
Musikaliskt har motivet använts av Camille Saint-Saëns, Franz Liszt, Gustav Mahler med flera, långt in i samtiden.

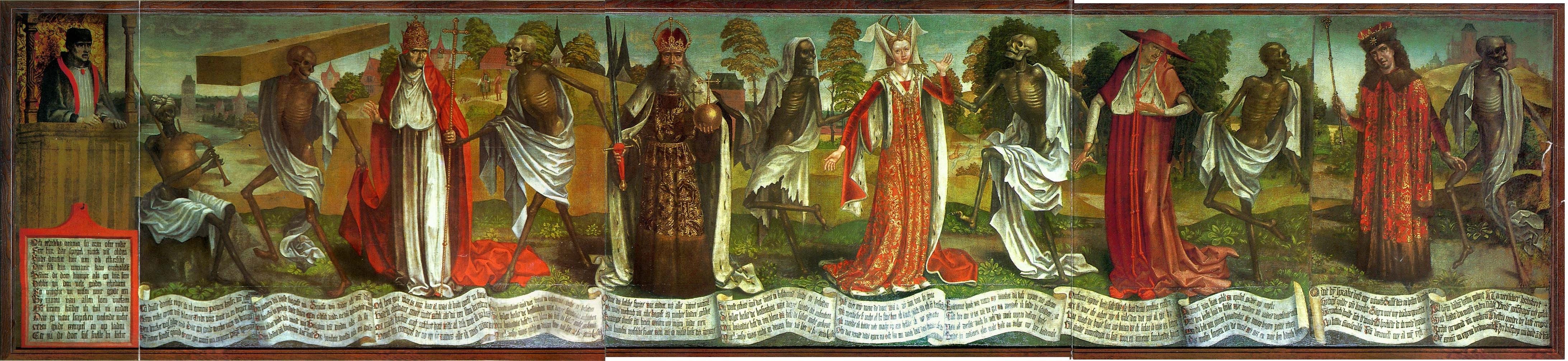
Bernt Notkes danse macabre i Sankt Nicolauskyrkan i Tallinn.